# 恰塔昆达
恰塔昆达（Chatakonda），是印度安得拉邦Khammam县的一个城镇。总人口2701（2001年）。

## 人口
该地2001年总人口2701人，其中男性1352人，女性1349人；0—6岁人口343人，其中男171人，女172人；识字率54.83%，其中男性为61.54%，女性为48.11%。